# Der Junge Mir – Zehn Jahre in Afghanistan
Der Junge Mir – Zehn Jahre in Afghanistan ist ein Dokumentarfilm des britischen Regisseurs Phil Grabsky über einen Jungen in Afghanistan, der über einen Zeitraum von 10 Jahren hinweg begleitet wurde.

## Auszeichnungen
- Gewinner Best Documentary Santa Barbara International Film Festival 2011[4]
- Gewinner Audience Award Washington D.C. Area Film Critics Association 2011
- Gewinner Best Editing Maverick Movie Awards 2011
- Gewinner Best Foreign Film Human Doc Documentary Film Festival Poland 2011

“A film that is simplicity itself yet moving and revealing”